# Nikolas Špalek
Nikolas Špalek (* 12. Februar 1997 in Šaľa) ist ein slowakischer Fußballspieler. Er ist ehemaliger Juniorennationalspieler seines Heimatlandes.

## Karriere
Der in Šaľa geborene Špalek hat mit dem Fußballspielen bei den lokalen Klubs FC Neded und FK Slovan Duslo Šaľa begonnen, bevor er 2011 in die Jugend des FC Nitra wechselte. Dort wurde er 2014 in die Kampfmannschaft hochgezogen und debütierte für diese am 10. März 2014 bei der 1:2-Heimniederlage gegen Slovan Bratislava. Zur Saison 2014/15 wechselte er zum Ligakonkurrenten Spartak Trnava. Dort erzielte er am 28. August 2014 im Europa-League-Qualifikationsspiel gegen den FC Zürich sein erstes Tor im Profibereich, als er in der 92. Minute zum 1:1 traf. Im Januar 2015 wurde Špalek zum MŠK Žilina transferiert, mit dem er in der Saison 2016/17 den Meistertitel gewann. Bei Žilina kam er in drei Spielzeiten in 85 Ligaspielen zum Einsatz, in denen ihm 18 Treffer gelangen.
Am 22. Januar 2018 wechselte Špalek in die italienische Serie B zu Brescia Calcio. Mit Brescia gewann er in der Saison 2018/19 den Meistertitel und erreichte den Aufstieg in die erstklassige Serie A.

## Erfolge

### MŠK Žilina
- Slowakische Meisterschaft: 2016/17

### Brescia Calcio
- Serie B: 2018/19